# Temeka Johnson
Temeka Rochelle Johnson (New Orleans, 6 settembre 1982) è un'ex cestista statunitense, professionista nella WNBA.

## Carriera
È stata selezionata dalle Washington Mystics al primo giro del Draft WNBA 2005 (6ª scelta assoluta).

## Palmarès
- Campionessa WNBA (2009)
- WNBA Rookie of the Year (2005)
- WNBA All-Rookie First Team (2005)
- Migliore tiratrice da tre punti WNBA (2012)